# Saint-Sauveur-de-Carrouges
Saint-Sauveur-de-Carrouges település Franciaországban, Orne megyében. Lakosainak száma 239 fő (2022. január 1.). Saint-Sauveur-de-Carrouges Boucé, Carrouges, Chahains, La Lande-de-Goult, Le Ménil-Scelleur és Sainte-Marguerite-de-Carrouges községekkel határos.

## Népesség
A település népessége az elmúlt években az alábbi módon változott:
| Lakosok száma | 250  | 244  | 252  | 247  | 248  | 245  | 244  | 243  | 239  |
|               | 2013 | 2015 | 2016 | 2017 | 2018 | 2019 | 2020 | 2021 | 2022 |